# شهرستان کلی (فلوریدا)
شهرستان کلی، فلوریدا (به انگلیسی: Clay County, Florida) یک سکونتگاه مسکونی در ایالات متحده آمریکا است که در فلوریدا واقع شده‌است.

## خصوصیات
شهرستان کلی ۱٬۶۶۷٫۹۶ کیلومترمربع مساحت دارد.